# Pontifício Ateneu Regina Apostolorum
O Pontifício Ateneu Regina Apostolorum (em italiano: Pontificio Ateneo Regina Apostolorum) é uma instituição educacional da Igreja Católica localizada em Roma, Itália. Dirigido pela Congregação dos Legionários de Cristo, o Ateneu é uma Universidade Pontifícia dedicada à formação de sacerdotes, seminaristas, religiosos e leigos de diversas partes do mundo.

## História
O Ateneu foi estabelecido canonicamente pela Congregação para a Educação Católica em 15 de setembro de 1993. Em 11 de julho de 1998, o Papa João Paulo II concedeu permissão para que a instituição se intitulasse Universidade Pontifícia.
O Pontifício Ateneu Regina Apostolorum tem como missão a formação de estudantes competentes e responsáveis, oferecendo às dioceses e países dos alunos uma oportunidade de desenvolvimento acadêmico e pastoral. A instituição é reconhecida por sua abordagem interdisciplinar e compromisso com a nova evangelização.

## Faculdades
- Exterior
- Interior

### Teologia
A Faculdade de Teologia busca aprofundar a compreensão dos estudantes sobre o mistério de Deus e seu plano de salvação em Jesus Cristo, revelado nas Sagradas Escrituras e transmitido pela Igreja sob a orientação do Espírito Santo.
Os estudantes são capacitados para compreender a doutrina católica de forma sólida, explicá-la com clareza e dialogar com outros cristãos e contemporâneos não cristãos.

### Filosofia
A Faculdade de Filosofia orienta suas atividades acadêmicas para encontrar soluções para problemas prementes da humanidade. Busca demonstrar a consistência das exigências da razão filosófica com a visão cristã, oferecendo um instrumento racional adequado à especulação teológica e ao diálogo com o mundo pluralista atual. A missão da faculdade é tripla:
- Proporcionar formação séria e orgânica em filosofia;
- Preparar os estudantes para abordar o estudo da teologia de maneira rigorosa e reflexiva;
- Responder ao chamado da nova evangelização e às questões levantadas pelas culturas contemporâneas.[4]

### Bioética
Pioneira em seu gênero, a Faculdade de Bioética oferece um ciclo completo com três graus: bacharelado, licenciatura e doutorado. Seu objetivo é formar profissionais capazes de enfrentar com competência as questões éticas emergentes nas ciências biológicas e biomédicas, respeitando a dignidade humana e protegendo a vida desde a concepção até a morte natural.
A faculdade também oferece um Mestrado em Bioética e cursos internacionais altamente especializados durante o verão.

### Ciências Religiosas
A Faculdade de Ciências Religiosas visa proporcionar uma formação teológica e pastoral abrangente, direcionada a leigos, religiosos e clérigos interessados em aprofundar sua compreensão da fé cristã e sua aplicação prática.

## Programas
O Ateneu oferece diversos programas acadêmicos e de formação. Entre eles, destaca-se um curso sobre exorcismo, que serviu de base para um livro sobre o tema, escrito pelo Reverendo Gary Thomas.

## Institutos

### Instituto Fides et Ratio
O Instituto Fides et Ratio (Instituto para Fé e Ciência), inspirado na encíclica Fides et Ratio de João Paulo II, dedica-se à pesquisa e ensino sobre a relação entre ciência e fé. Busca responder a questões éticas e antropológicas urgentes levantadas pelo avanço da ciência e tecnologia, promovendo pontos de encontro para o diálogo e a busca comum pela verdade. O instituto organiza seminários de pesquisa, cursos de formação, conferências e simpósios.

### Instituto de Estudos Superiores sobre a Mulher
Fundado em 2003, o Instituto de Estudos Superiores sobre a Mulher é o primeiro centro italiano dedicado a estudos sistemáticos sobre a mulher. Promove uma compreensão cristã da mulher nos âmbitos educacional, intelectual, humano e social, visando aumentar sua presença e influência na sociedade.

### Instituto Sacerdos
O Instituto Sacerdos tem como missão promover uma espiritualidade de comunhão entre o clero. Voltado principalmente para o apoio aos sacerdotes, incentiva a troca de experiências práticas e propostas para momentos pastorais de fraternidade e comunhão.

### Instituto de Bioética e Direitos Humanos
Em 2009, foi criada uma cátedra em parceria com a UNESCO para promover o intercâmbio de ideias e experiências entre instituições de ensino superior, especialmente em países em desenvolvimento. A Cátedra UNESCO oferece um espaço para reflexão, estudo e informação sobre os princípios da bioética em ciência, medicina e novas tecnologias, à luz da Declaração Universal dos Direitos Humanos das Nações Unidas. Por meio de educação holística, pesquisa e informação, busca promover uma visão integral da bioética, destacando valores universais e suas implicações legais em relação aos direitos humanos.

### Instituto Fidelis de Ética Econômica
O Instituto Fidelis de Ética Econômica é um centro de pesquisa em ética aplicada que promove uma visão integrada da ação econômica, respeitando a dignidade da pessoa e o bem comum. Faz parte de uma rede internacional de centros de pesquisa, o Fidelis International Institute for Business Ethics.

## Revistas
O Ateneu publica três revistas acadêmicas:
- Studia Bioethica: Publicada trimestralmente, contém artigos sobre bioética e biomedicina, analisados em suas implicações éticas.[2]
- Ecclesia: Fundada em 1987, é uma revista trimestral de cultura católica, publicada em espanhol, com artigos ocasionais em italiano.[2]
- Alpha Omega: Revista trimestral publicada pelas faculdades de filosofia e teologia, em cinco idiomas: inglês, francês, italiano, alemão e espanhol.[2]

## Atividades
Em 19 de maio de 2008, a universidade sediou uma conferência organizada pela Embaixada dos Estados Unidos junto à Santa Sé, para avaliar o valor da Declaração Universal dos Direitos Humanos das Nações Unidas.
Em 27 de outubro de 2008, o Ateneu dedicou uma nova biblioteca ao Papa Pio XII.